# Tréguennec
Tréguennec (en bretó Tregeneg) és un municipi francès, situat a la regió de Bretanya, al departament de Finisterre. L'any 2006 tenia 338 habitants.

## Demografia
| 1962                                       | 1968 | 1975 | 1982 | 1990 | 1999 |  |
| ------------------------------------------ | ---- | ---- | ---- | ---- | ---- |  |
| 485                                        | 399  | 301  | 274  | 303  | 342  |  |
| Des de 1962: població sense dobles comptes |      |      |      |      |      |  |

## Administració
| Període   | Identitat      | Partit |
| --------- | -------------- | ------ |
| 2001-2008 | Yves Glehen    |        |
| 2008-     | Claude Boucher |        |